# Giro d'Itàlia de 1931
El Giro d'Itàlia de 1931 fou la dinovena edició del Giro d'Itàlia i es disputà entre 10 i el 30 de maig de 1931, amb un recorregut de 3.012 km distribuïts en 12 etapes. 109 ciclistes hi van prendre part, acabant-la 65 d'ells. La sortida i arribada es feu a Milà.

## Història
En aquesta edició es va fer servir per primera vegada un mallot distintiu pel líder de la cursa, a semblança del mallot groc emprat al Tour de França des del 1919. El color escollit fou el rosa, inspirat en el color de les pàgines del diari La Gazzetta dello Sport, principal patrocinador de la cursa. La primera maglia rosa fou portada per Learco Guerra, líder durant les dues primeres etapes.
Alfredo Binda tornà a participar en el Giro, fent-se amb el liderat de la cursa durant la tercera etapa. Amb tot, una caiguda en la cinquena etapa el va fer abandonar. En la 10a etapa, Luigi Giacobbe i Francesco Camusso protagonitzaren una escapada que els donaria un avantatge important sobre la resta d'aspirants a la victòria final. Giaccobe guanyà l'etapa i prengué el lideratge, però en l'etapa posterior Camusso va fer un atac que li donaria la victòria final. Giaccobe acabà segon i Marchisio, tercer.
En aquesta edició hi van prendre part per primera vegada ciclistes espanyols, el basc Ricardo Montero i el català Marià Cañardo, si bé cap dels dos acabà la cursa.

## Classificació general
| Classificació General                  | Classificació General    | Classificació General | Classificació General |
| Pos.                                   | Ciclista                 | Temps                 |                       |
| -------------------------------------- | ------------------------ | --------------------- | --------------------- |
| 1                                      | Francesco Camusso (ITA)  | 102h 40' 46"          |                       |
| 2                                      | Luigi Giacobbe (ITA)     | + 2' 47"              |                       |
| 3                                      | Luigi Marchisio (ITA)    | + 6' 15"              |                       |
| 4                                      | Aristide Cavallini (ITA) | + 10' 15"             |                       |
| 5                                      | Ettore Balmamion (ITA)   | + 12' 15"             |                       |
| 6                                      | Augusto Zanzi (ITA)      | + 12' 16"             |                       |
| 7                                      | Antonio Pesenti (ITA)    | + 13' 50"             |                       |
| 8                                      | Ambrogio Morelli (ITA)   | + 16' 59"             |                       |
| 9                                      | Felice Gremo (ITA)       | + 27' 05"             |                       |
| 10                                     | Eugenio Gestri (ITA)     | + 32' 25"             |                       |
| 109 participants, 65 acabaren la cursa |                          |                       |                       |

## Etapes
| Etapa | Data       | Recorregut                 | Km  | Vencedor d'etapa        | Líder de la general     |
| ----- | ---------- | -------------------------- | --- | ----------------------- | ----------------------- |
| 1a    | 10 de maig | Milà – Màntua              | 206 | Learco Guerra (ITA)     | Learco Guerra (ITA)     |
| 2a    | 11 de maig | Màntua - Ravenna           | 216 | Learco Guerra (ITA)     | Learco Guerra (ITA)     |
| 3a    | 13 de maig | Ravenna - Macerata         | 288 | Alfredo Binda (ITA)     | Alfredo Binda (ITA)     |
| 4a    | 15 de maig | Macerata - Pescara         | 234 | Alfredo Binda (ITA)     | Alfredo Binda (ITA)     |
| 5a    | 17 de maig | Pescara - Nàpols           | 282 | Michele Mara (ITA)      | Alfredo Binda (ITA)     |
| 6a    | 19 de maig | Nàpols - Roma              | 256 | Ettore Meini (ITA)      | Michele Mara (ITA)      |
| 7a    | 21 de maig | Roma - Perusa              | 247 | Learco Guerra (ITA)     | Luigi Marchisio (ITA)   |
| 8a    | 23 de maig | Perusa - Montecatini Terme | 246 | Learco Guerra (ITA)     | Learco Guerra (ITA)     |
| 9a    | 25 de maig | Montecatini Terme - Gènova | 248 | Michele Mara (ITA)      | Luigi Marchisio (ITA)   |
| 10a   | 27 de maig | Gènova - Cuneo             | 263 | Luigi Giacobbe (ITA)    | Luigi Giacobbe (ITA)    |
| 11a   | 29 de maig | Cuneo - Torí               | 252 | Francesco Camusso (ITA) | Francesco Camusso (ITA) |
| 12a   | 31 de maig | Torí - Milà                | 263 | Ambrogio Morelli (ITA)  | Francesco Camusso (ITA) |